# Cherche bon maître pour chien abandonné
Pour plus de détails, voir Fiche technique et Distribution.
Cherche bon maître pour chien abandonné (A Hound for Trouble) est un court métrage d'animation américain de la série Merrie Melodies, réalisé par Chuck Jones, sorti en 1951.

## Fiche technique
- Titre original : A Hound for Trouble
- Titre français : Cherche bon maître pour chien abandonné
- Réalisation : Chuck Jones
- Scénario : Michael Maltese
- Montage : Treg Brown
- Musique : Carl W. Stalling
- Directeur de production : John W. Burton
- Producteur : Edward Selzer
- Sociétés de production : Warner Bros. Cartoons
- Pays d'origine :  États-Unis
- Format : Couleur (Technicolor) — 35 mm — 1,37:1 — Son : Mono
- Genre : Film d'animation, Comédie
- Durée : 7 minutes
- Dates de sortie :
  -  États-Unis :  28 avril 1951

## Distribution
- Mel Blanc : Charlie Dog (voix)